# Vyšní Lhoty
Vyšní Lhoty là một làng thuộc huyện Frýdek-Místek, vùng Moravskoslezský, Cộng hòa Séc.